# Circles (Andrea-dal)
A Circles (magyarul: Körök) Andrea macedón énekesnő dala, mellyel Észak-Macedóniát képviselte a 2022-es Eurovíziós Dalfesztiválon Torinóban. A dal 2022. február 4-én a macedón nemzeti döntőben, a Za Evrosong megszerzett győzelemmel érdemelte ki a dalversenyen való indulás jogát.

## Eurovíziós Dalfesztivál
2022. január 21-én vált hivatalossá, hogy az énekesnő Circles című dala is bekerült a Za Evrosong elnevezésű macedón eurovíziós nemzeti döntő mezőnyébe. A dalt hivatalosan január 28-án mutatták a Sztiszni plej elnevezésű műsorban. A döntő eredményhirdetését február 4-én tartották, ahol az énekesnő holtversenyben első helyen végzett Viktor Aposztolovszkival. Végül a nemzetközi zsűri szavazatait vették figyelembe, ahol Andea első helyen végzett, így az ő dalát hirdették ki győztesként, amellyel képviseli Észak-Macedóniát az elkövetkezendő Eurovíziós Dalfesztiválon.
A dalfesztivál előtt a román nemzeti döntőben, Montenegróban, Londonban, Tel-Avivban és Madridban eurovíziós rendezvényeken népszerűsítette versenydalát.
Az Eurovíziós Dalfesztiválon a dalt először a május 12-én rendezett második elődöntőben adta elő fellépési sorrend szerint tizenegyedikként az Írországot képviselő Brooke That’s Rich című dala után és az Észtországot képviselő Stefan Hope című dala előtt. Az elődöntőben a nézői szavazatok és a nemzetközi zsűrik pontjai alapján nem került be a dal a május 14-én megrendezésre került döntőbe. Összesítésben 76 ponttal a 11. helyen végzett, 20 ponttal lemaradva a még éppen továbbjutó azeri dal mögött.

## Incidensek

### Andrea megjelenése a megnyitó ünnepségen
Az észak-macedón műsorszolgáltató (MRT) a megnyitó ünnepség után nem sokkal kiadott egy közleményt amely azt tartalmazta, hogy az észak-macedón versenyzőt, Andreát botrányos viselkedése miatt visszaléptetnék a versenytől, mivel a dalfesztivál megnyitó ünnepségén Észak-Macedónia zászlaját (nem szándékosan) elhajította. Az MRT hozzátette, a botrányos magatartás mögött semmiképpen sem a közszolgálati televízió áll. Az énekesnőt felszólították, hogy kérjen bocsánatot az ügyben, aki ezt meg is tette még aznap este.